# Glenea helleri
Glenea helleri là một loài bọ cánh cứng trong họ Cerambycidae.